# Gibson Flying V
La Gibson Flying V es una guitarra eléctrica popular lanzada al mercado en el año 1958 por Gibson. Su principal característica es su diseño en forma de "V" invertida, siendo comúnmente utilizada por guitarristas de heavy metal.

## Historia
Los primeros prototipos se fabricaron en 1957. Estas Flying V, junto con las Explorer -inicialmente la Moderne-, formaban una línea modernista diseñada por el entonces presidente Ted McCarty, que buscaban darle un aspecto más futurista a la imagen de Gibson. Sin embargo, la línea inicial lanzada en 1958 se dejó de fabricar en 1959 a causa de las pocas unidades vendidas.
A mediado de los años '60, guitarristas como Albert King, Lonnie Mack, Dave Davies, Keith Richards y Jimi Hendrix, en la búsqueda de un aspecto distintivo y un sonido potente, comenzaron a usar guitarras Flying V. Aquel renovado interés crea una demanda para que Gibson vuelva a fabricar el modelo.
Gibson vuelve a fabricar la guitarra en 1966, actualizando su diseño con un golpeador más grande y más estilo, además de actualizando el puente original -que inserta las cuerdas por la parte posterior-, por el puente 'stopbar' más común en los modelos Gibson. Algunos modelos se vendieron con una pequeña palanca de vibrato y puente flotante.
Este modelo de 1966 representa hoy en día el estándar para las Flying V en venta, siendo los modelos de 1958 descritos como "originales".
Como parte de una serie de ediciones limitadas que realizó la compañía en el año 2007, la Flying V tuvo una versión especial que invertía su diseño, siendo conocida como Reverse Flying V.
En la actualidad, están fabricadas de madera Korina (marca comercial de la madera limba), una madera similar pero más ligera que la caoba.

## Otros fabricantes
Muchas compañías han replicado el diseño de Flying V, añadiendo su toque distintivo para evitar litigios con Gibson. Entre esas otras V están: el modelo Rhoads de Jackson, construido para Randy Rhoads en 1981, la cual fue la primera guitarra fabricada bajo el nombre de Jackson. Coloquialmente conocida como "Shark Fin" (aleta de tiburón), presenta un corte asimétrico (con una punta pronunciadamente mayor en tamaño y longitud) y un clavijero diferente en comparación al modelo de Gibson. Jackson también fabrica otra variación de la V, conocida como "King V". Otra guitarra en forma de V popular es el modelo Kerry King de B.C. Rich. Dean Guitars también posee su versión única de Flying V. Otros fabricantes, como Cort, ESP, Antares e Ibanez, que construyeron clones parecidos al diseño original, han sido denunciados por Gibson.

## V Bass
En 1981 Gibson fabrica un bajo de cuatro cuerdas tipo Flying V. Sólo se fabricaron 375, la mayoría en negro, pero algunos en blanco, oro y azul transparente. Dean Guitars y Epiphone  también fabrican V basses. Un usuario notable del V Bass es Murdoc Niccals de Gorillaz.